# Comps, Gard
Comps là một xã trong tỉnh Gard thuộc vùng Occitanie, phía nam nước Pháp. Xã Comps, Gard nằm ở khu vực có độ cao trung bình 10 mét trên mực nước biển.